# Drapetes
Drapetes é um género botânico pertencente à família Thymelaeaceae.